# 小行星1751
小行星1751（1751 Herget）是一颗围绕太阳公转的小行星。1955年7月27日，印第安纳大学在摩根县发现了此天体。
該小行星以美國天文學家保羅·赫吉特命名。
这颗小行星的绝对星等为11.8等。